# 島根県立浜田高等学校今市分校
島根県立浜田高等学校 今市分校（しまねけんりつはまだこうとうがっこう いまいちぶんこう, 英語: Imaichi Branch of Shimane Prefectural Hamada High School）は、島根県浜田市にあった島根県立浜田高等学校の分校。

## 概要
歴史
1954年（昭和29年）に島根県立矢上高等学校の定時制分校として開校。1960年（昭和35年）に、全日制に切り替えた上で、島根県立浜田高等学校に移管された。2011年（平成23年）3月に生徒の募集を停止し、創立60周年を目前にして2013年（平成25年）3月に閉校した。
設置課程・学科
全日制課程 普通科
校訓・校章・校歌
島根県立浜田高等学校#概要を参照。

## 沿革
- 1954年（昭和29年）
  - 4月1日 - 「島根県立矢上高等学校今市分校」として設置。定時制課程（修業年限4年）農業科と家庭科の2学科（定員各科50名）を設置。
  - 4月15日 - 那賀郡今市村外二ヶ村組合[1]立那南中学校の校舎で第1回入学式を挙行。当面の間、中学校の校舎を共用。
- 1955年（昭和30年）
  - 3月31日 - 開校式を挙行。
  - 9月17日 - 那南中学校の校舎が移管され、専用校舎となる（中学校との共用を解消）。
- 1958年（昭和33年）4月1日 - 家庭科の生徒募集を停止。
- 1959年（昭和34年）3月 - 第3棟（畜舎・管理室・製図室）が完成。
- 1960年（昭和35年）4月1日 - 移管により「島根県立浜田高等学校今市分校」となる。全日制課程普通科（修業年限3年）を設置。
- 1965年（昭和40年）9月24日 - 地元一般寄付により調理室が完成。
- 1994年（平成6年）6月3日 - 創立40周年を記念し、多目的集会室が完成。
- 1997年（平成9年）
  - 3月 - 旭町多目的広場が完成し、学校グラウンドとして使用。
  - 10月 - 若人の森記念植樹を実施。
- 2011年（平成23年）3月 - 生徒募集を停止。
- 2013年（平成25年）3月31日 - 閉校。

## 部活動
運動部
- 卓球部
- 山岳部
- 軟式野球部
- バレーボール部

文化部
- ワープロ部
- 放送部